# المبنى (البيضاء)
المبني هي إحدى قرى الجمهورية اليمنية. وهي تتبع جغرافيًا لمحافظة البيضاء. وإداريًا لمديرية الزاهر. يبلغ تعداد سكانها 2171 نسمة حسب الإحصاء الذي جرى عام 2004.